# Fojtás (termodinamika)

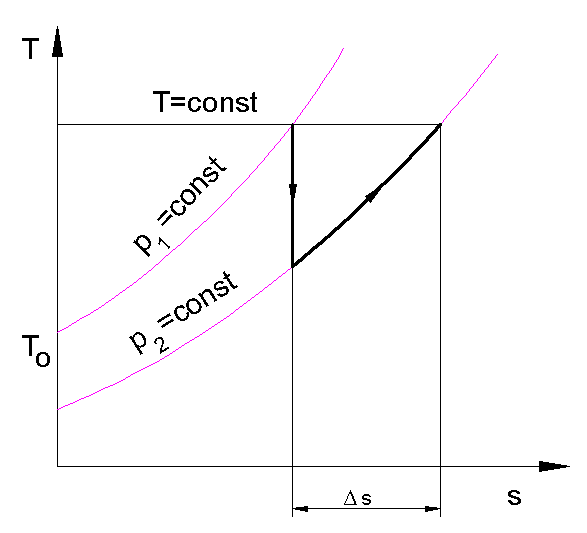
Ideális gáz fojtása a hőmérséklet-entrópia diagramban

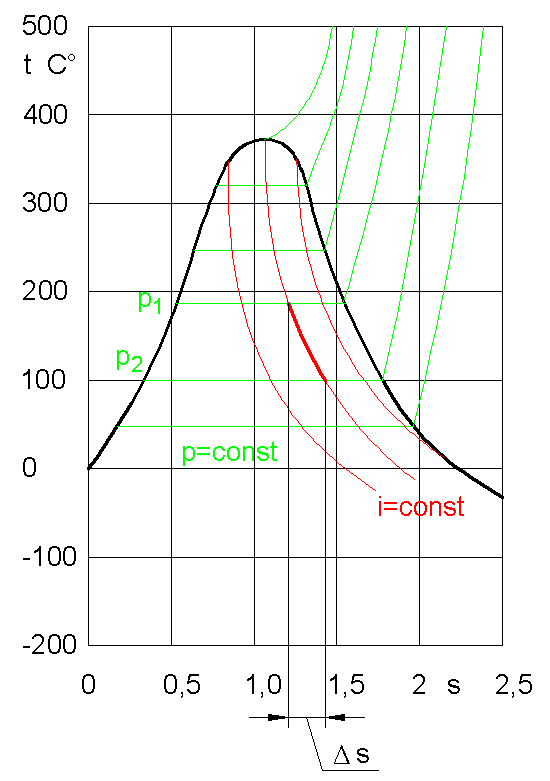
Nedves gőz fojtása a hőmérséklet-entrópia diagramban

A fojtás olyan termodinamikai folyamat, állapotváltozás, melynek során a közeg entalpiája nem változik. Fojtás megy végbe egy közegnek porózus anyaggal kitöltött csövön átáramlásakor vagy a csővezetékbe kis nyílással ellátott szűkítőt vagy részben lezárt szelepet helyezve. A fojtás tipikusan irreverzibilis (nem megfordítható) folyamat, mindig a nagyobb nyomású állapotból a kisnyomású állapot felé megy végbe. Ideális gázok esetén a fojtás alkalmával nemcsak az entalpia, hanem a hőmérséklet is változatlan marad. Telített gőzök esetén fojtásnál a hőmérséklet csökken és a fajlagos gőztartalom nő. Túlhevített gőz esetén a hőmérséklet csak kis mértékben változik.
A fojtás folyamán a közeg fajlagos munkát veszít, melynek mértéke 
{\displaystyle Q=-\int \limits _{1}^{2}vdp},
ahol v a fajlagos térfogat, p a nyomás.
A fojtás irreverzibilis folyamat, entrópianövekedéssel jár. A fojtás során bekövetkező entrópianövekedés:
{\displaystyle \Delta s=-R\int \limits _{1}^{2}{\frac {dp}{p}}=R\ln {\frac {p_{1}}{p_{2}}}},
Úgy lehet venni, hogy a fojtás nem más mint a közeg hasznos munkavégzés nélküli expanziója. Gáz expanziójánál jól követhető a T-s diagramban, hogy a szűkítőnyíláson áthaladó gáz sebessége először megnő egy adiabatikus expanzió folytán, hőmérséklete is leesik, majd az örvénylés folyamán a belső súrlódás felemészti a sebességet és a közeg mozgási energiája fokozatosan hőenergiává alakul: felmelegíti a közeget.
A fojtást a műszaki életben gyakran alkalmazzák. A kissé kinyitott vízcsapon a kiömlő víz fojtást szenved. Minden részben kinyitott elzárószerelvény fojtást okoz. Ha egy szivattyú, kompresszor vagy turbina teljesítményét fojtással szabályozzák, akkor részterheléseken a gép hatásfoka romlik. A kis (háztartási) hűtőgépekben expanziós gép helyett fojtást alkalmaznak nyomáscsökkentésre. Ez valamit ront a hűtőgép fogyasztásán, de sokkal egyszerűbbé és olcsóbbá teszi a szerkezetet.

## Joule-Thomson együttható
A fojtást a két tudósról, akik behatóan foglalkoztak a jelenséggel Joule-Thomson vagy Joule-Kelvin folyamatnak is hívják. William Thomson (1866-ban nyerte el a Lord Kelvin címet) és James Prescott Joule közös munkájának eredménye volt a Joule-Thomson (Kelvin) együttható meghatározása. 
Az együttható a valóságos gázok {\displaystyle T} hőmérsékletének változási sebessége az izentalpikus (fojtásos, {\displaystyle H=const}) állapotváltozás közben {\displaystyle p} nyomás függvényében:
{\displaystyle \mu _{JT}\equiv \left({\partial T \over \partial p}\right)_{H}={\frac {V}{C_{p}}}\left(\alpha T-1\right)\,}
ahol: 
- {\displaystyle V\,} – a gáz fajtérfogata
- {\displaystyle C_{p}\,} – a gáz fajhője állandó nyomáson
- {\displaystyle \alpha \,} – a gáz hőtágulási együtthatója

Az együtthatót általában °C/bar mértékegységben adják meg, SI egysége K/Pa. Az együttható értéke a gáz anyagminőségétől, és az expanzió előtti nyomásától és hőmérsékletétől függ. Az ideális gázok együtthatója mindenütt zéró.
Minden valóságos gáznak van egy inverziós pontja , melynél a {\displaystyle \mu _{JT}} előjelt vált. Ezt a hőmérsékletet a Joule-Thomson inverziós hőmérsékletnek nevezik, mely a gáz expanzió előtti nyomásától függ. Az expanzió folyamán a nyomás állandóan csökken, így a {\displaystyle \partial P} előjele mindig negatív. Ennek figyelembevételével az alábbi táblázat mutatja, hogy a fojtás hűti vagy melegíti-e a gázt:
| Ha a gáz hőmérséklete        | akkor {\displaystyle \mu _{JT}} | mivel {\displaystyle \partial P} | így {\displaystyle \partial T} | és a gáz  |
| ---------------------------- | ------------------------------- | -------------------------------- | ------------------------------ | --------- |
| Az inverziós pont alatt van  | pozitív                         | mindig negatív                   | negatív                        | lehűl     |
| Az inverziós pont felett van | negatív                         | mindig negatív                   | pozitív                        | melegszik |

A hidrogén és a hélium Joule–Thomson inverziós hőmérséklete egy bar nyomáson (a normál légköri nyomáson) igen alacsony (például a hélium esetében 51 K, azaz −222 °C). Így a hidrogén és a hélium felmelegszik, ha légköri nyomásról expandál szobahőmérsékleten. Másrészt a nitrogén és az oxigén inverziós hőmérséklete 621 K (348 °C), illetve 764 K (491 °C), ezek a fojtás folyamán lehűlnek.